# Europamesterskab
Et europamesterskab (EM) er en turnering inden for en sport, hvor de bedste udøvere fra Europa deltager.

## Sportsgrene
- Fodbold
- Håndbold
- Atletik

| Sport | Spire Denne artikel om sport er en spire som bør udbygges. Du er velkommen til at hjælpe Wikipedia ved at udvide den. |